# Campionati europei di karate 1990
La 25ª edizione del campionato europeo di karate si è svolta a Vienna nel 1990. Hanno preso parte alla competizione 430 karateka provenienti da 26 paesi.

## Campioni d'Europa

### Kata
| Categoria             | Vincitore      |
| Individuale maschile  | Dario Marchini |
| Individuale femminile | San Narciso    |
| Squadre maschili      | Italia         |
| Squadre femminili     | Spagna         |

### Kumite
| Categoria              | Vincitore         |
| Fino a 60 kg maschile  | Keil              |
| Fino a 65 kg maschile  | Francesco Muffato |
| Fino a 70 kg maschile  | Bruno Pellicier   |
| Fino a 75 kg maschile  | Dietl             |
| Fino ad 80 kg maschile | Egea              |
| Oltre 80 kg maschile   | Marc Pyrée        |
| Open maschile          | Sailsman          |
| Open ippon maschile    | Thierry Masci     |
| Fino a 53 kg femminile | Anna Di Cesare    |
| Fino a 60 kg femminile | Hahn              |
| Oltre 60 kg femminile  | C. Belrhiti       |
| Squadre maschili       | Regno Unito       |
| Squadre femminili      | Regno Unito       |